# Monte Torena
Il monte Torena, alto 2.911 m s.l.m., divide l'alta valle Seriana dalla valle di Pila, dove il lago che dà il nome alla valle si allunga in direzione della Valtellina. Sul monte Torena ha origine il fiume Serio.

## Descrizione
Il percorso che da Valbondione, in provincia di Bergamo, porta verso il Torena, è piuttosto lungo. Si imbocca il sentiero per il rifugio Curò, quindi si costeggia il lago del Barbellino e si prosegue in direzione del lago del Barbellino Naturale. Giunti a questo punto vi sono due sentieri che conducono alla vetta del Torena.
Il primo punta a Nord, in direzione cime di Caronella / sorgenti del Serio. Al rifugio che si incontra prima del lago bisogna prendere il sentiero che si arrampica a nord, costeggiare il lago sul sentiero più in alto, a circa 100 m di distanza dalla costa del lago, e quindi proseguire verso le cime di Caronella / passo del Serio. Arrivati al bivio, prendere per il passo del Serio e, prima di raggiungere il passo, attraversare il ghiaione e arrampicarsi lungo il sentiero che ritroverete salendo su per la cresta alla fine del ghiaione stesso. Si raggiunge una prima vetta, quella più bassa, e si prosegue in cresta fino a raggiungere la croce.
Per il rientro è anche possibile tornare alla prima vetta (quella più bassa) e scendere per ripida pietraia in direzione del sottostante Passo del Serio: raggiunto quest'ultimo, se ne discende il sottostante ghiaione e ci si riallaccia al percorso di andata.
Il secondo sentiero costeggia il lago in basso e conduce prima al passo di Pila, poi sale a sinistra, cioè verso nord, attraverso dei prati, e si prosegue in piano fino a raggiungere il ghiaione attraverso il quale ci si arrampica fino in vetta.
Dalla vetta si gode di un maestoso panorama sulla vallata dei laghi Barbellino e Barbellino naturale. Il Torena è la sesta vetta in ordine di altezza della provincia di Bergamo, dopo il pizzo Coca (3.050 m), il pizzo Redorta (3.038 m) la Punta Scais (3.038 m), il pizzo del Diavolo della Malgina (2.924 m) e il pizzo del Diavolo di Tenda (2.914 m)
Tra le prime salite alla vetta del monte si ha notizia di una prima ascensione di Antonio Baroni ed Emilio Torri del 15 luglio 1876 dal passo del Serio.

## Galleria d'immagini

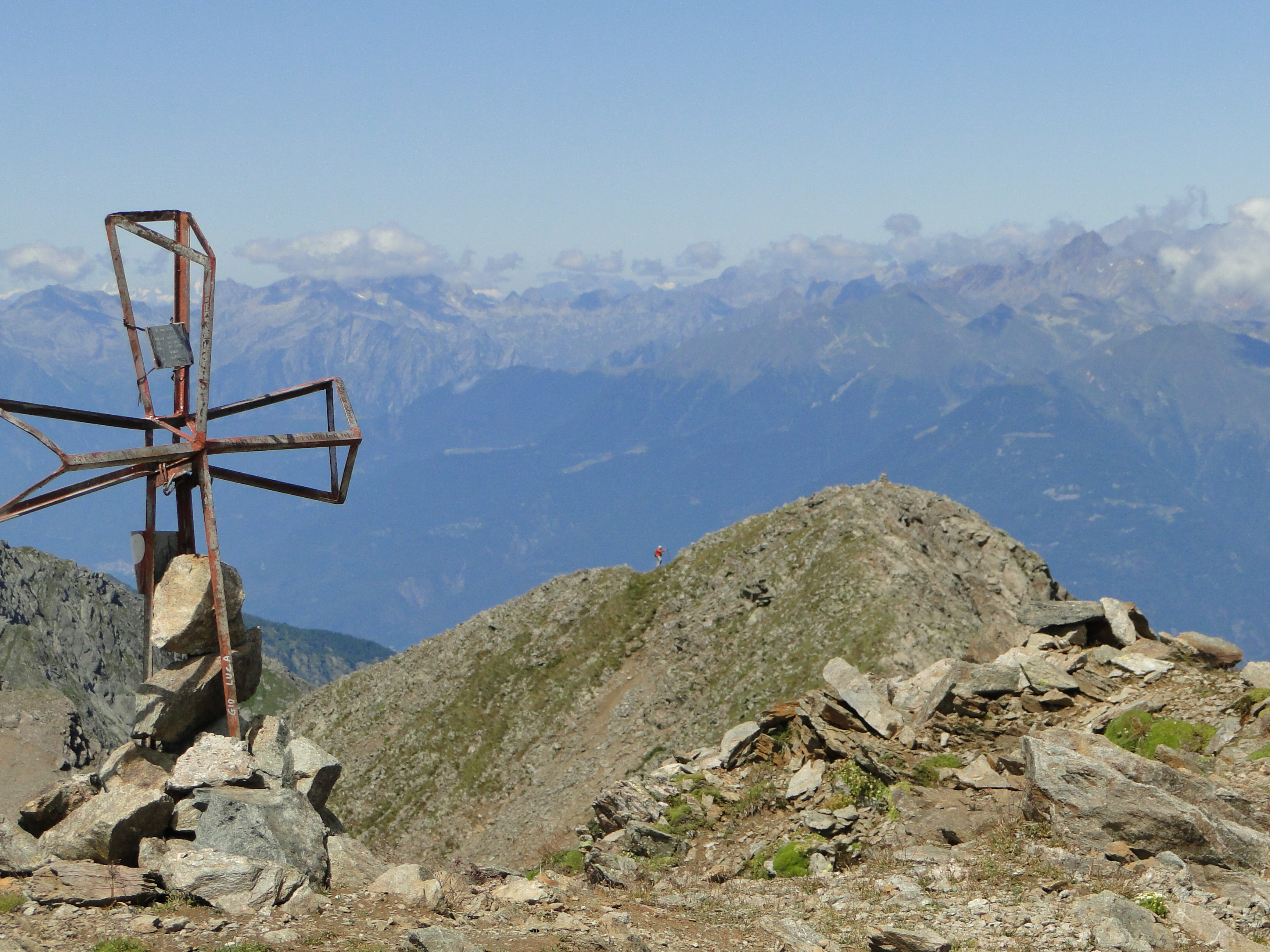
La vetta
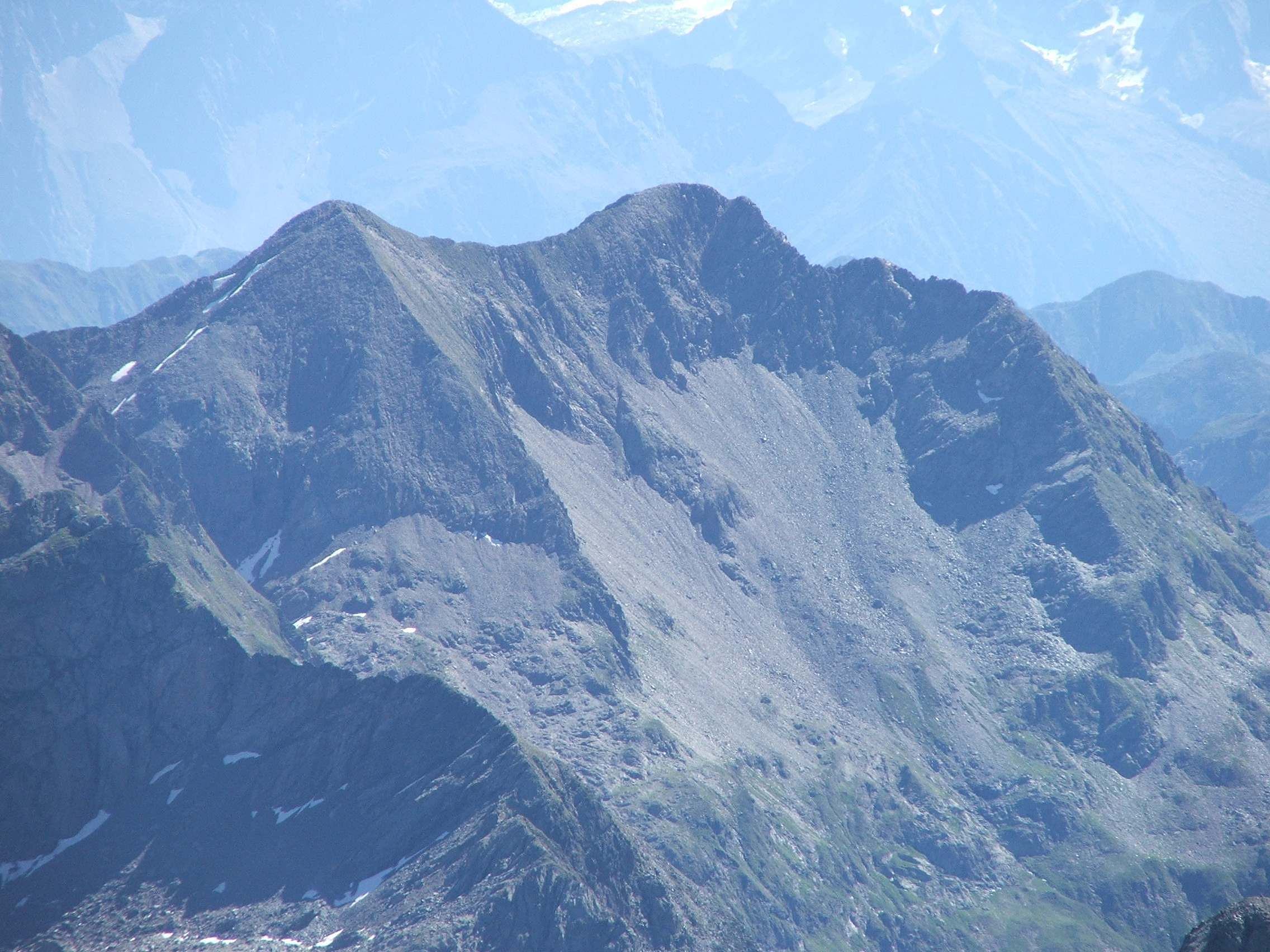
Il Torena visto dal Pizzo Coca
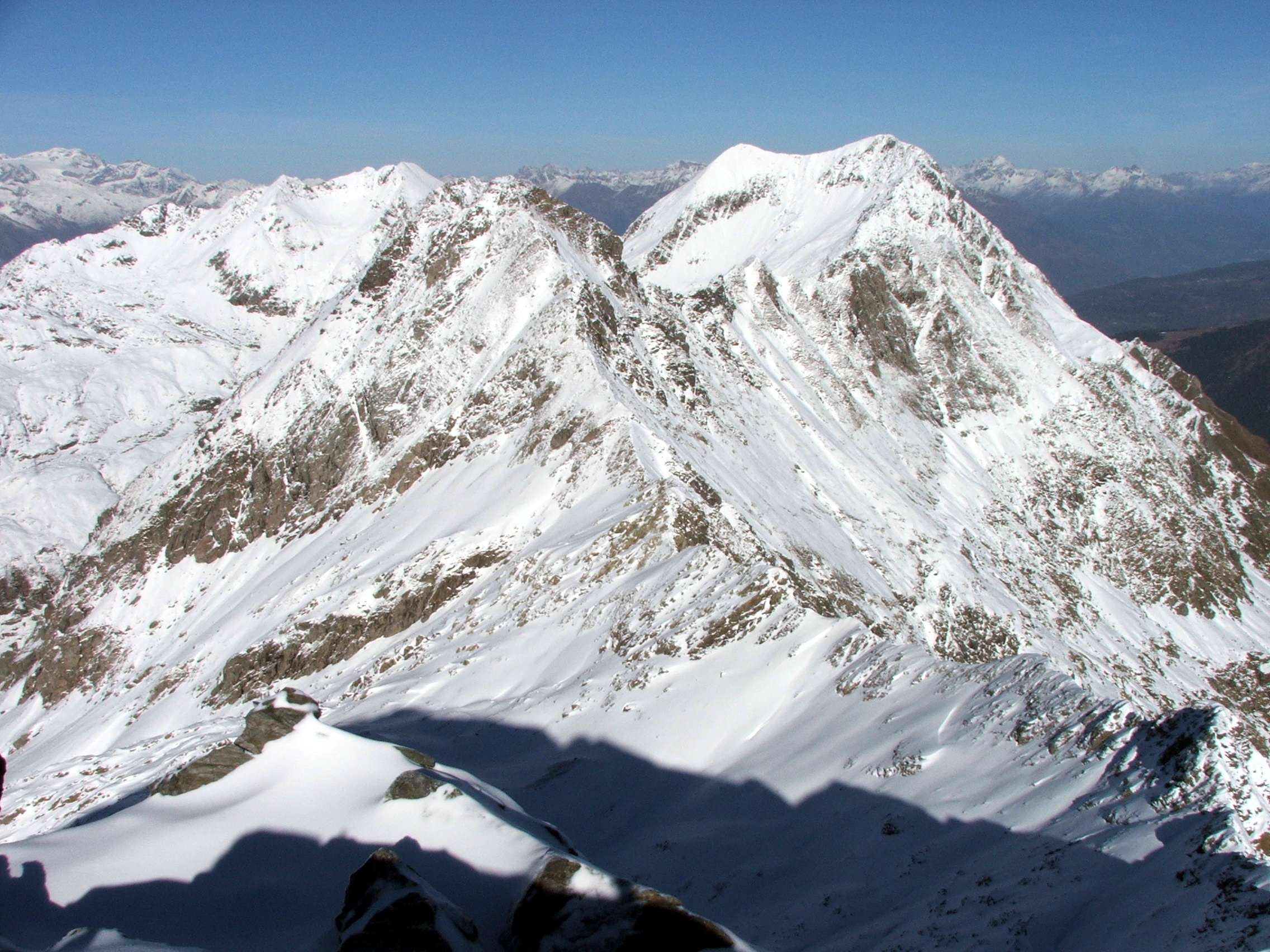
Pizzo Strinato (sinistra) e monte Torena (destra)
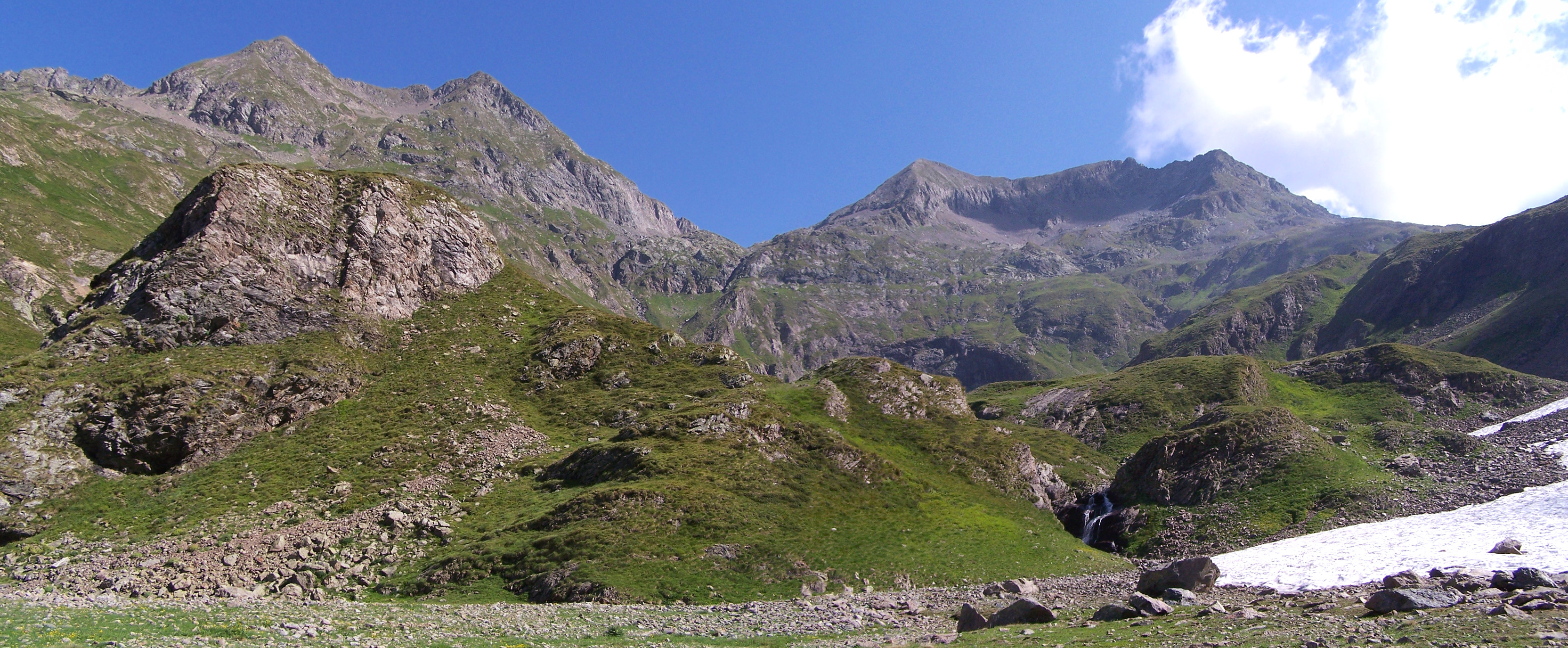
Cime di Caronella (sinistra) e Monte Torena (destra)
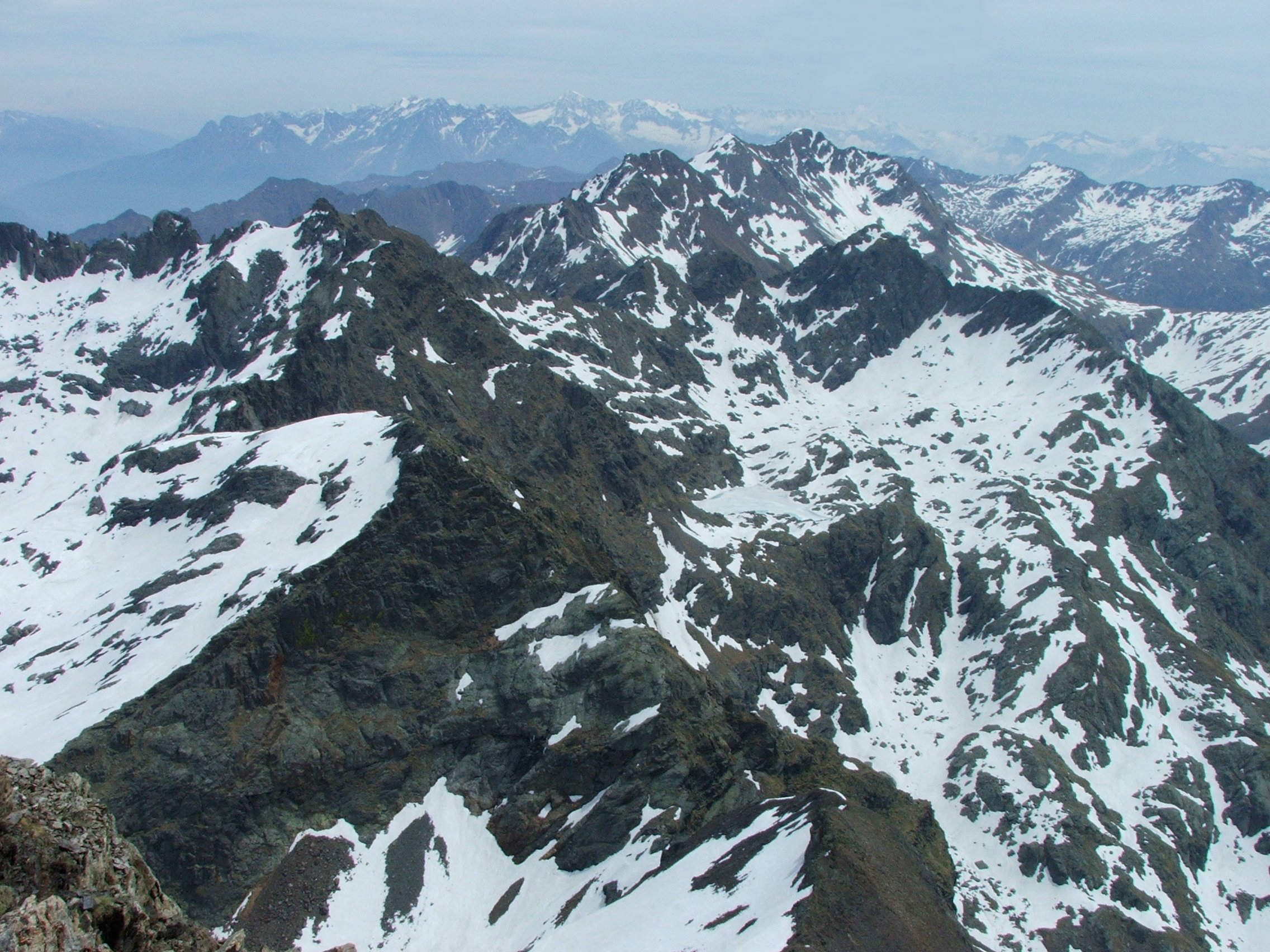
Vista del Torena dal pizzo del Diavolo della Malgina
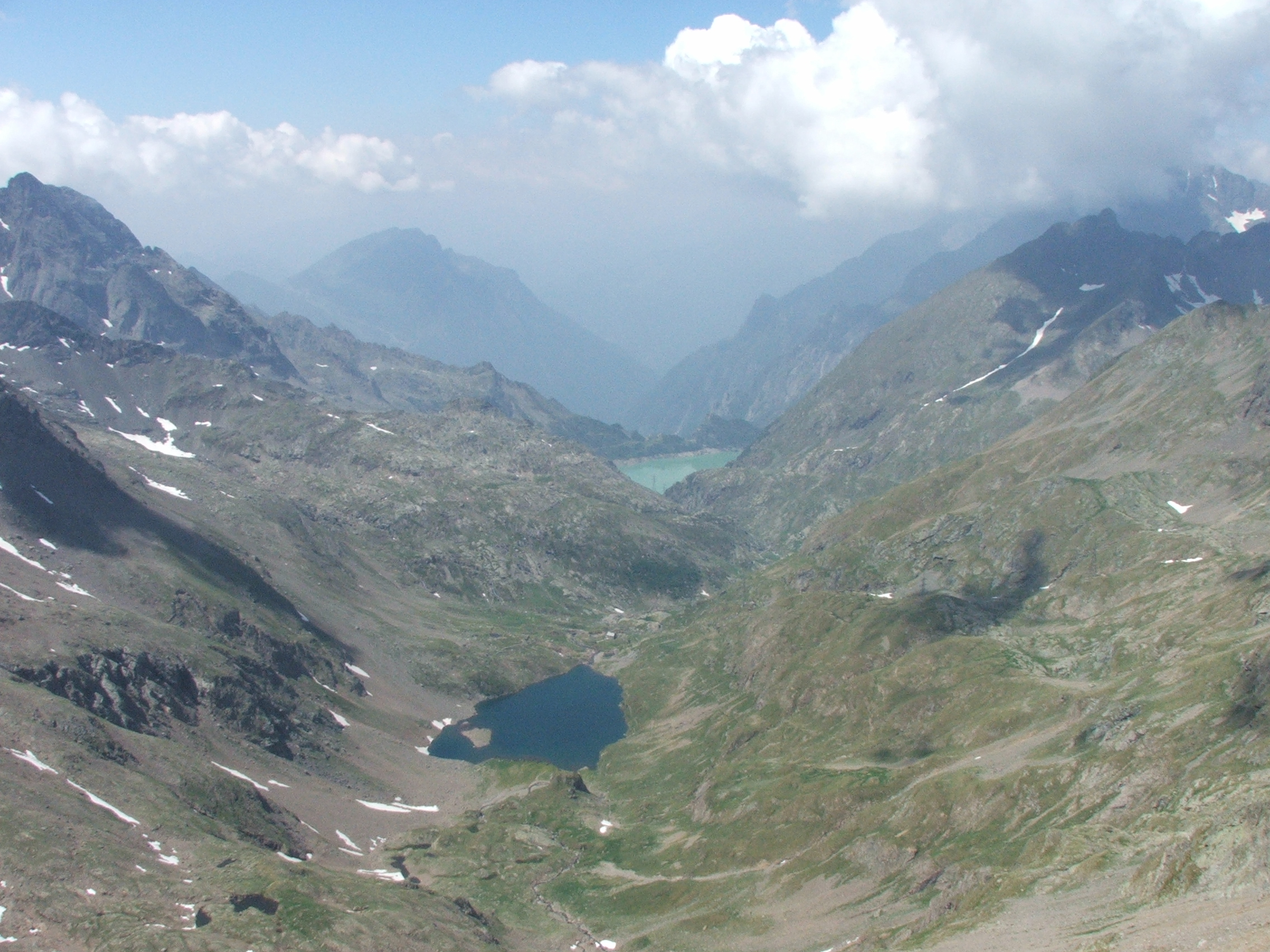
Panorama dal monte Torena
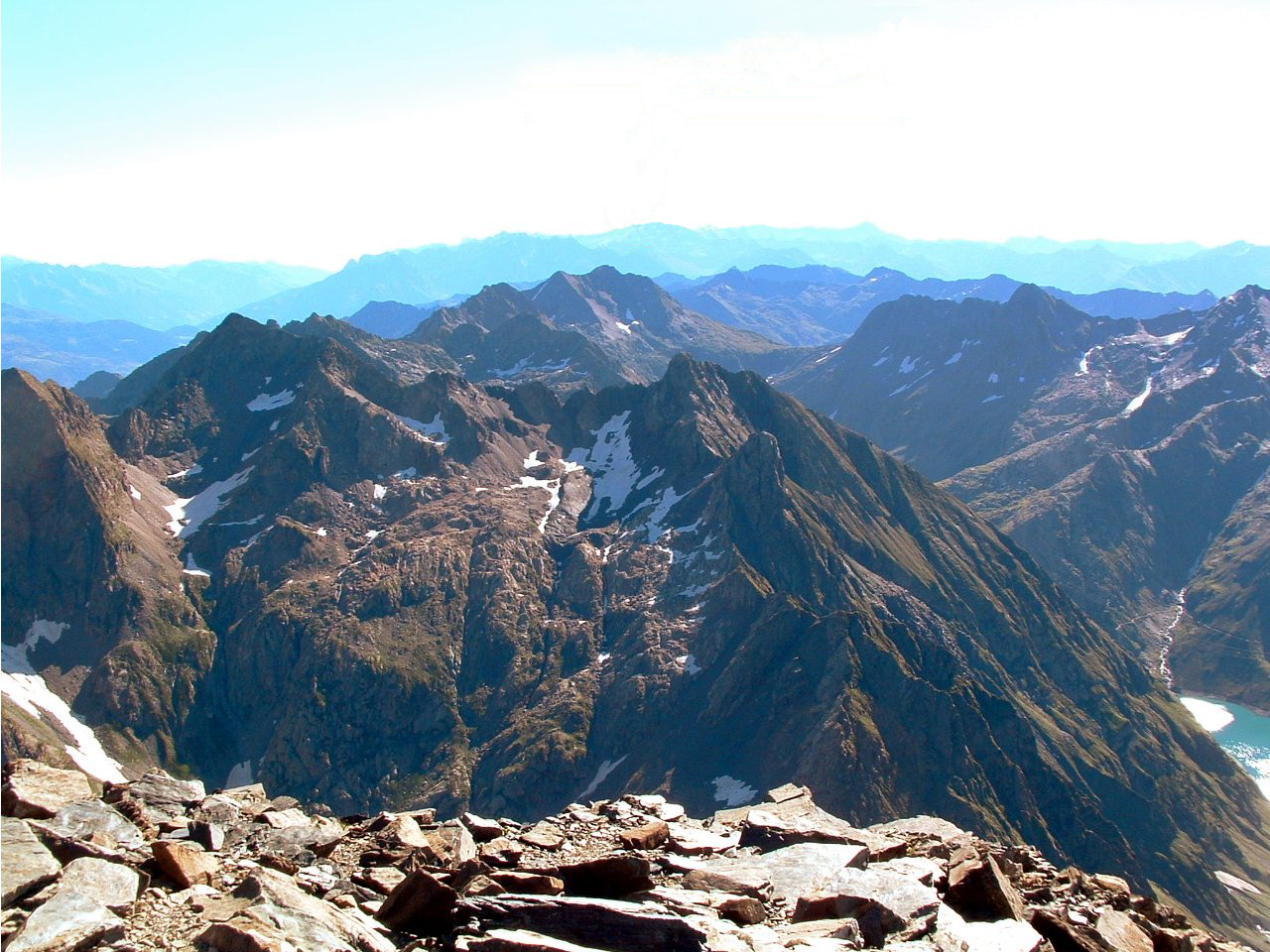
Vista del Torena (al centro) dal Coca